# Nodame Cantabile
Nodame Cantabile (のだめカンタービレ, Nodame Kantābire) és un manga de Tomoko Ninomiya. En 2004 va rebre un premi per millor shōjo manga per Kōdansha. Ha estat adaptada en la seua Japó natal com dorama (sèrie d'imatge real) i anime. Els mals de l'autora (per exemple la síndrome del túnel carpià) retarden la seua aparició continuada en la revista on es publica (Kiss).